# Indigener Strukturanpassungsprotest in Ecuador 2019
Der Indigene Strukturanpassungsprotest in Ecuador 2019 war eine Serie von landesweiten Protesten in Ecuador, welche vom 2. Oktober 2019 bis zum 13. Oktober 2019 nach der Verkündigung des Dekrets Nr. 883 durch die Lenín-Moreno-Regierung stattfanden. Das Regierungsministerium berichtete, dass 1330 Menschen festgenommen, 435 Polizisten verletzt und 132 Straßensperren errichtet wurden. Die Wirtschaftspolitik von Lenín Moreno ist konform zu Empfehlungen des Internationalen Währungsfonds.
Sowohl die Frente Unitario de Trabajadores (FUT), die Confederación de Nacionalidades Indígenas del Ecuador (CONAIE) als auch die Frente Popular zeigten ihre Opposition gegen die Wirtschaftspolitik der Regierung von Lenín Moreno. Als Opposition auffällig wurden die Föderation der Genossenschaften des öffentlichen Personenverkehrs (FENACOTIP) und Gruppen aus dem Zusammenhang mit dem Movimiento Revolución Ciudadana, dem Rafael Correa vorsitzt.
Die Proteste wurden strafrechtlich ähnlich der Meuterei in Ecuador 2010 vom 30. September 2010 einschätzt, was auch damals zum Verhängen des Ausnahmezustandes führte. Am 4. Oktober rief FENACOTIP zur Wiederaufnahme der Arbeit auf, die anderen beteiligten Organisationen setzten ihre Proteste fort. CONAIE rief zu Versammlungen in Quito auf, was die Fuerzas Armadas del Ecuador veranlasst hat, die Stadt und den Regierungssitz, den Palacio de Carondelet zu schützen.
Neben den offiziell beklagten Verlusten forderte die gewalttätige Auseinandersetzung mehrere Menschenleben, darunter Inocencio Tucumbi, ein Funktionär der Confederación de Nacionalidades Indígenas del Ecuador (CONAIE).

## Synoptische Darstellung des Konfliktes
Das Bilden, Unterlassen und Auflösen von Koalitionen hat für den Verlauf eines Konfliktes wesentliche Bedeutung.
Kurzzeitig lassen Konfliktlinien aufzeigen, wie dies in der Ficha de conflicto oder in deutschsprachigen für militärische Kampagnen geschieht.
Der Konflikt wurde mit zivilen Mitteln ausgetragen, beide Konfliktparteien wahrten überwiegend eine Verhältnismäßigkeit der Mittel.
Verhängung des Kriegsrechtes Transfer der Regierung von Quito nach Guayaquil
Stichwort: Manifestaciones en Ecuador de 2019 (siehe Infoboxen rechts).

## Auslösendes Moment
- Wirtschaftspolitik der Regierung von Lenín Moreno
- Beendigung der Subvention von Benzin

## Forderungen
- Rücknahme wirtschaftlicher Maßnahmen und Wiederaufnahme der Benzinsubvention.
- Amtsenthebung von Lenín Moreno[8]
- Rücktritt des Verteidigungs- sowie der Regierungsministerin[9]

## Protestformen
- Massenversammlungen
- Streiks in einigen Berufen.
- 133 Polizisten verletzt
- Freiheitsberaubung bei 16 Polizisten[10]
- Freiheitsberaubung bei 27 Journalisten.[11]
- Straßensperren
- Cacerolazo
- Ziviler Ungehorsam

## Maßnahmen der Regierung
- Verhängung des Ausnahmezustand[12]
- Zeitweise Ausgangssperre im Metropolitan District von Quito 3 4
- Einsatz von Agent Provocateurs[13]
- Transfer des Regierungssitzes von Quito nach Guayaquil[14]
- Aussetzen des Schulunterrichts[15]
- Mindestens 10 Tote Protestierende
- 1340 verletzte Protestierende 13
- 1192 inhaftierte Protestierende[16][17][18][19]

## Ergebnis
- Dauer: 2.–13. Oktober 2019
- Wiederaufnahme der Benzinsubvention
- Einsetzen einer Kommission zum Erarbeiten eines wirtschaftspolitischen Gesetzgebung.

## Verluste
Regierungslager
- 133 policías heridos
- 16 policías retenidos (ya liberados)
- 27 periodistas retenidos (ya liberados)

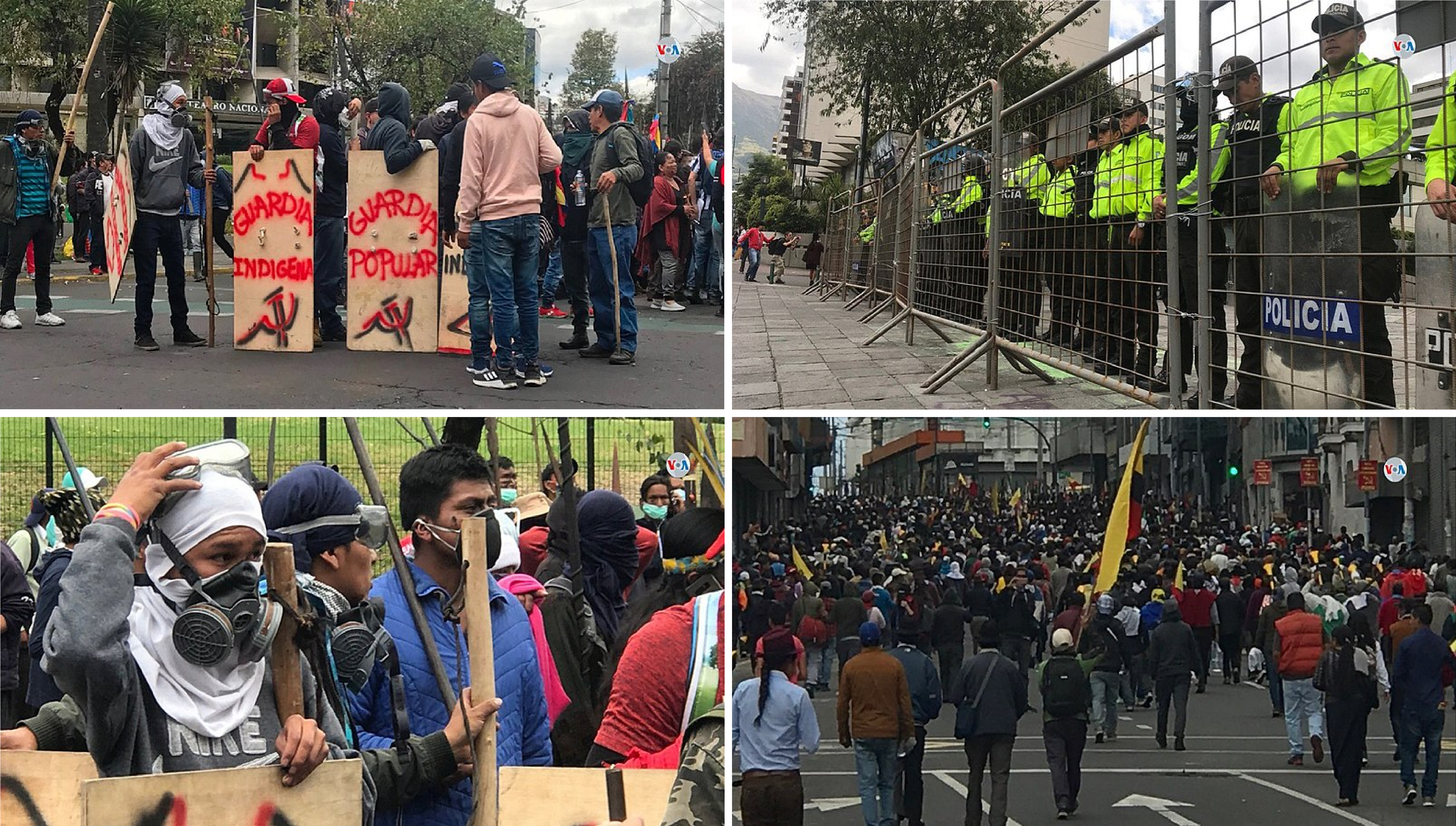
Illustration der landesweiten Proteste.

Opposition
- Al menos 6 fallecidos
- 937 heridos
- 1121 detenidos[20]

### Regierungslager
- Nationalversammlung
- Municipio de Guayaquil
- Cámara de Comercio de Guayaquil CCG[21]

#### Politische Parteien
- Partido Social Cristiano PSC[22]
- Fuerza Ecuador
- Movimiento CREO
- Movimiento PAÍS

#### Politiker
- Lenín Moreno
- Otto Sonnenholzner
- María Paula Romo
- Gral. Oswaldo Jarrín
- César Litardo
- Cynthia Viteri
- Jaime Nebot[23][24]
- Guillermo Lasso[25][26][27]
- Abdalá Bucaram[28]
- Dalo Bucaram[29]

#### Internationaler Zuspruch
- Mauricio Macri Kabinett Macri Argentinien.
- Jair Bolsonaro Kabinett Bolsonaro Brasilien
- Iván Duque, Kabinett Duque Kolumbien
- Jimmy Morales, Kabinett Morales Guatemala
- Mario Abdo Benítez, Kabinett Benítez Paraguay
- Martín Vizcarra, Kabinett Vizcarra,  Perú[30]
- Sebastián Piñera, Kabinett Piñera,  Chile[31]
- Donald Trump, Kabinett Trump I, Vereinigte Staaten[32]
- Justin Trudeau, Kabinett Trudeau, Kanada
- Pedro Sánchez Kabinett Sánchez, Spanien[33]
- Luis Almagro, Organization of American States
- Christine Lagarde, IWF[34]

### Opposition
- Confederación de Nacionalidades Indígenas del Ecuador CONAIE
  - ECUARUNARI
  - CONFENIAE
- Frente Unitario de Trabajadores
- Frente Popular
  - FEUE
  - JRE
- Federación Nacional de Cooperativas de Transporte Público de Pasajeros del Ecuador, FENACOTIP 3. und 4. Oktober 2019

#### Politische Parteien
- MUPP Pachakutik
- Unidad Popular
  - Partido Comunista Marxista Leninista del Ecuador PCMLE
- Partido Socialista Ecuatoriano PSE
- Movimiento Revolución Ciudadana MRC
- Partido Comunista del Ecuador PCE

#### Politiker
- Mesías Tatamuez
- Nelson Erazo
- Yaku Pérez Guartambel

#### Internationales Wahrnehmen
- México
- Venezuela
- Amnesty International

## Hintergrund

### Famulantenprotest
Vom 1. Mai bis 7. September 2019 versammelten sich die Famulanten der Medizin und protestierten gegen die verfügte Kürzung ihrer Stipendien.

### Hungerstreiks

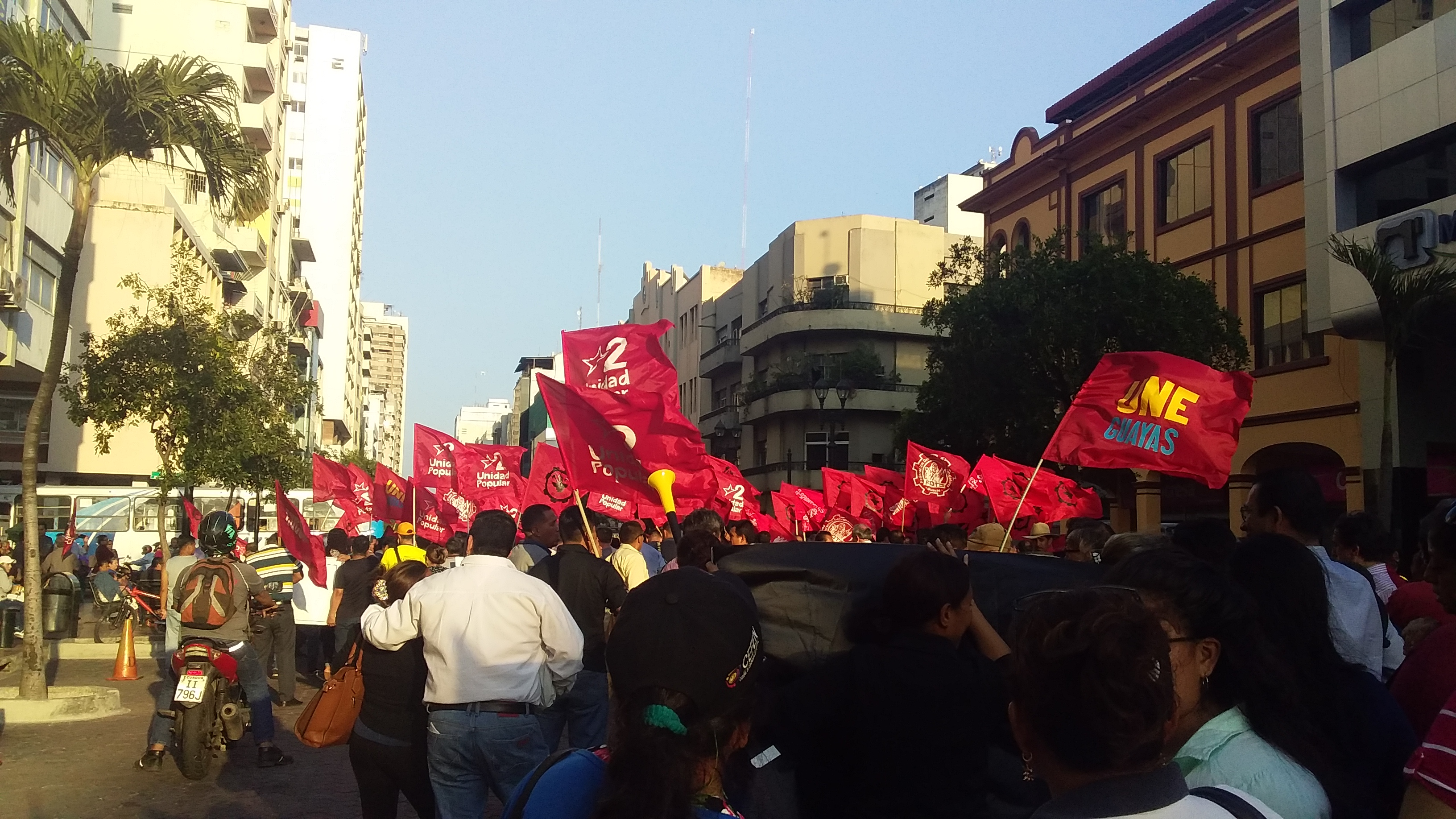
Protest in Guayaquil während Jornada Nacional organisiert von der Frente Unitario de Trabajadores (FUT) am 5. September 2019.

Am 23. Juli 2019 trat eine Gruppe pensionierter Lehrer vor dem Parlament in Quito in einen Hungerstreik und forderte die Auszahlung ihrer Abfindungen in bar. Am 28. Juli in Santo Domingo de los Colorados und am 5. August auf dem Plaza Vicente Rocafuerte in Guayaquil schlossen sich weitere Rentnergruppen dieser Protesform an. Schließlich wurde der Hungerstreik am 6. August 2019 beendet, nachdem vereinbart wurde, die Abfindungen in Form von Darlehen zu zahlen, die bei der Banco del Instituto Ecuatoriano de Seguridad Social (IESS) ausgegeben würden.
Am 2. September traten pensionierte Angestellte der Corporación Nacional de Electricidad (CNEL) am selben Ort, an dem die pensionierten Lehrer ihre Abfindung erstritten, einen Hungerstreik. Sie wurden bei ihrer landesweiten Mobilmachung am 5. September 2019 von der Frente Unitario de Trabajadores (FUT) unterstützt.

### Proteste in der Provinz Carchi
Am Dienstag, den 24. September 2019, begannen in der Provinz Carchi Proteste gegen was,
die Bevölkerung als Marginalisierung durch die Regierung in Quito bezeichnet. Die Proteste wurden von der Präfektur der Provinz Carchi unter der Leitung von Guillermo Bernardino Herrera Villarreal und den Gewerkschaften unterstützt. Zu den bei diesem Protest eingesetzten Aktionsformen gehörten Sitzungen im Gouverneursrat, bewegte Versammlungen und Straßensperren. Der Streik wurde am 30. September 2019 nach der Vereinbarung von zwölf Verpflichtungen durch die Regierung aufgehoben.

## Wirtschaftspolitische Maßnahmen

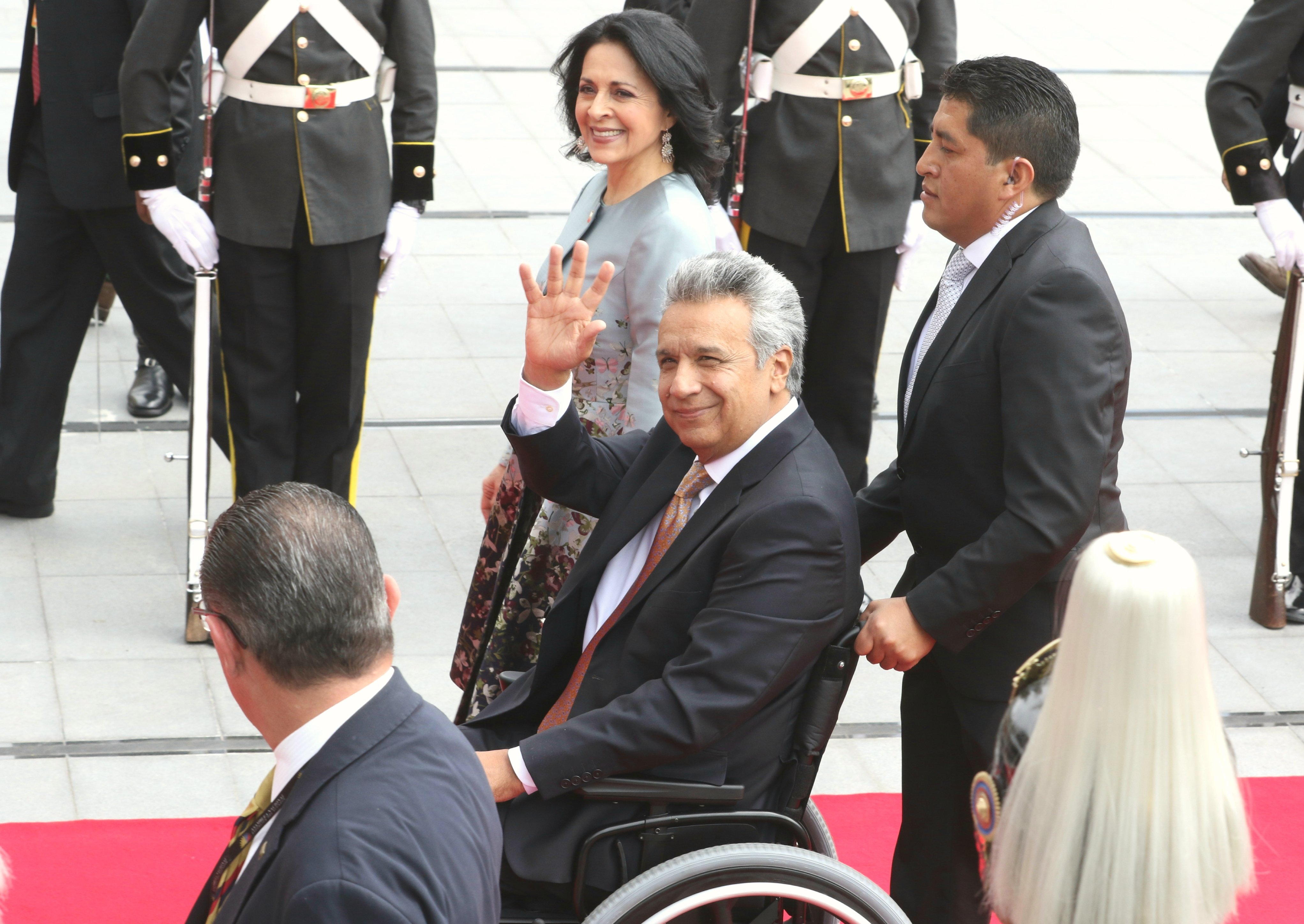
Lenín Moreno am 24. Mai 2017 auf dem Weg in das Parlament zur Amtseinführung als Leiter der Exekutive.

Um 20 Uhr UTC−5 des 1. Oktober 2019 kündigte Lenín Moreno im landesweiten Fernsehen sechs wirtschaftliche Maßnahmen und 13 Vorschläge für um die Wirtschaft anzukurbeln an.
Die Mehrwertsteuer solle weiterhin 12 % betragen und die Maßnahmen zielen darauf ab, den Produktivsektor zu reaktivieren, Arbeitsplätze zu schaffen und den Schutz der am stärksten gefährdeten Personen zu verbessern. In einer Rede, in der die Nichterhöhung der Mehrwertsteuer ankündigte, machte er folgende weiter Ankündigungen:
1. Aufhebung der Preisbindung für Dieselkraftstoff, Motorenbenzin und „ecopaís“ (E10 (Kraftstoff)).
2. Die Erhöhung eines Existenzzuschusses von 50 auf 65 USD monatlich für Menschen in Armut, extremer Armut (418 215 Familien) oder mit 40 % körperlicher bzw. psychischer Beeinträchtigung (26 433 Personen) sowie die Erhöhung der Rente Mis Mejores Años von 100 auf 115 USD (67 067 Rentner wmd). Erhöhung einer Rente für Schwerstbeeiträchtigte Bono Joaquín Gallegos Lara von 240 auf 255 USD (31 972 Schwerstbeeiträchtigte)[43]
3. Die Abschaffung oder Senkung von Zöllen für Maschinen und landwirtschaftliche und industrielle Rohstoffe.
4. Die Aufhebung von Einfuhrzöllen für Mobilgeräte
5. Bereitstellung von einer Milliarde USD für Hypothekendarlehen ab November 2019 zu einem Zinssatz von 4,99 %.
6. Befristete Folgearbeitsverträge 20 % unter dem Mindestlohn.
7. Die Entlassung von 23.000 Beschäftigten aus dem öffentlichen Dienst.

Des Weiteren kündigte er folgende Gesetzesinitiativen im Parlament an:
1. Eine Abgabe über drei Jahre von Unternehmen, die über einen Gewinn von mehr als 10 Millionen USD pro Jahr verfügen.
2. Ermäßigung der BananenErtragsteuer.[44]
3. Die automatische Rückerstattung der Mehrwertsteuer beim Export von Produkten.
4. Die Abschaffung von Vorauszahlungen auf die Einkommensteuer.
5. Die Reduzierung auf die Hälfte der impuesto a la salida de divisas (ISD Devisenausfuhrsteuer) soweit diese zum Import von gelisteten Einfuhrprodukten aufgewendet werden.
6. Die Ermäßigung der Steuer auf Fahrzeuge unter 32.000 USD für den produktiven Einsatz.
7. Die Reduzierung des Urlaubs für öffentliche Angestellte von 30 auf 15 Tage im Jahr, mit Ausnahme der öffentlichen Sicherheit und der sozialen Dienste.
8. Abgabe des Gehalts von einem Tag pro Monat von öffentlichen Arbeitnehmern.
9. Die Anwendung von Arbeitsreformen auf neue Verträge (Aufhebung von Tarifbindung).
10. Die Schaffung neuer Vertragsmodalitäten für diejenigen, die ein Unternehmen gründen.
11. Schaffung eines Ersatzvertrags für den Fall eines Mutterschafts- und Vaterschaftsurlaubs und einer katastrophalen Krankheit.
12. Einrichtungen für Telearbeit.
13. Neue Form der Betriebsrente: Arbeitgeber erhöhen den monatlichen Beitrag für neue Arbeitnehmer um 2 %. Dieser Wert kann im Instituto Ecuatoriano de Seguridad Social (IESS) oder in privaten Fonds angelegt werden.[45]

## 12 Tage im Oktober 2019

### 2. Oktober 2019, Mittwoch
Am folgenden Tag erhielt dieses paquetazo neoliberal (wirtschaftspolitische Maßnahmenpaket) die offizielle Ablehnung der Frente Unitario de Trabajadores (FUT), der Confederación de Nacionalidades Indígenas del Ecuador (CONAIE), der Frente Popular und des Parlamento Laboral, die zeitgleich ihren Widerstand erklärten und zu einer Reihe von Versammlungen dagegen aufriefen. Am selben Tag kündigte Abel Gómez Cevallos für die Federación Nacional de Cooperativas de Transporte Público de Pasajeros del Ecuador und die Federación Nacional de Cooperativas de Transporte Interprovincial de Pasajeros (Fenacotip) die Einstellung der Arbeit für 3. Oktober 2019 an.
Die Unidad Popular bekundete ihre Ablehnung und rief zu einer bewegten Versammlung nach Quito, gegen ein befürchtetes Verbot der Organisation durch den Consejo Nacional Electoral (CNE), auf. Am Abend blockierte in der Provinz Guayas eine Gruppe von Demonstranten die Puente de la Unidad Nacional welcher Durán mit Samborondón verbindet, dabei wurden zwei Personen festgenommen (Lage).

### 3. Oktober 2019, Donnerstag
Um die Wirkung der angekündigten Arbeitsniederlegung im Öffentlichen Personenverkehr zu minimieren, setzte die Regierung am 3. Oktober den Unterricht in Schulen und öffentlichen Bildungseinrichtungen aus.
In Guayaquil berichtete die Autoridad de Tránsito Municipal de Guayaquil, von einem ungestörten Verkehr bis Taxifahrer am Nachmittag die Calle Machala (Lage) sowie die Calle Brasil (Lage) blockierten, worauf der öffentliche Personenverkehr in Guayaquil eingestellt wurde. Die Stadtverwaltung von Guayas sagte alle Massenveranstaltungen bis zum 6. Oktober 2019 ab. In Cuenca gab es an diesem Tag keinen öffentlichen Personenverkehr „Hoy No Circula“ ein Zustand der in Cuenca noch nie erlebt worden war. In der Nacht beschloss der Federación Nacional de Transporte Pesado, sich nicht am Ausstand zu beteiligen, gleichwohl aber in einen Dialog mit der Regierung zu treten.
Von der Universidad Central del Ecuador bewegte sich eine Versammlung zum Amtssitz des Präsidenten Palacio de Carondelet. Die Policía Nacional del Ecuador schoss Tränengasgranaten in die Versammlung. Luis Tipantuña wurde von einer Tränengasgranate am Kopf getroffen und verlor ein Auge (Lage). Die Proteste dauerten bis in die Nacht, die Policía Nacional del Ecuador löste die Versammlung in der Umgebung des Krankenhaus Eugenio Espejo auf (Lage). Vom Flughafen Quito wurden Flüge abgesagt, da Passagiere am Erreichen des Flughafens durch Blockaden des Conector Alpachaca gehindert waren (Lage). Studenten der Universidad San Francisco de Quito, versuchten die Luftverschmutzung in Cumbayá einzudämmen und versuchten, die Reifen zu löschen, die Taxifahrer in Brand gesteckt hatten, worauf ihnen von den Taxifahrern mit Zaunpfählen gedroht wurde.
In Cuenca bewegte sich eine Versammlung Jugendlicher zur Plaza Abdón Calderón, wo die Cámara de Transporte de Cuenca ihren Sitz hat und unterstützten in Erklärungen den Protest gegen die wirtschaftspolitischen Maßnahmen (Lage). Der teilweise Ausfall des öffentlichen Personenverkehrs führte zu Fahrgemeinschaften. Auch der Geher und Bürgermeisterkandidat Jefferson Pérez, bot seinen potentiellen Wählern in Cuenca eine Mitfahrgelegenheit.
In Manta, Montecristi, Jaramijó und Santo Domingo waren die Zufahrtsstraßen zu den Städten von Kooperativen-Taxis blockiert und in Loja blieb der Busbahnhof leer. Die Bilanz der heutigen Proteste waren 350 Inhaftierte, darunter Marlon Santi, Koordinator von Pachakutik, und Jairo Gualinga, Jugendführer des Confederación de Nacionalidades Indígenas del Ecuador (CONAIE); sowie 35 Verletzte.

### 4. Oktober 2019, Freitag
Seit dem Morgenstunden patrolierten die Fuerzas Armadas del Ecuador und die Policía Nacional del Ecuador in Esmeraldas, um Menschenansammlungen zu zerstreuen und die Erbringung von Verkehrsdiensten zu unterstützen.
In Ambato (Ambato) führte die Ankündigung einer bewegten Versammlung zum Sitz des Gouverneur zur Abriegelung des Gebäudes durch die Unidad de Mantenimiento del Orden zum Einschluss der Regierung der Provinz Tungurahua, bei dieser Gelegenheit gab es Auseinandersetzungen mit der Polizei, welche von der Tungurahua indigene Bewegung (MIT) Agents Provocateurs zugeschrieben wird.
In der Provinz Cotopaxi versammelten sich Indigene und Bauern aus Pujilí, Saquisilí bei Latacunga und Salcedo in Latacunga, nachdem sie sich in Zentrum von Pujilí gesammelt hatten. In Cuenca war Justizkomplex von Cuenca das Ziel einer bewegten Versammlung, nach dem Messias Vicuña und Manolo Solís, Funktionäre der Transportkooperativen verhaftet worden waren. Währenddessen blieben in Manabí die Blockaden auf den Straßen zwischen den wichtigsten Städten der Provinz aufrechterhalten.
In der Provinz Imbabura nötigten Indigene eine Gruppe von Polizeibeamten zum Verweilen.
In Cayambe (Stadt) schossen die Fuerzas Armadas del Ecuador auf eine Versammlung mit Gummigeschossen und büßten zwei Busse ein.
Auf der Avenida 9 de Octubre in Guayaquil fand eine Versammlung statt und eine Person wurde verhaftet.
Auf Seiten der Transportsbeschäftigten gab es Stimmen zur Wiederaufnahme der Arbeit, für Dialog mit der Regierung um die Forderung nach Freilassung der Kollegen und höhere Fahrpreise zu vermitteln. Während die Frente Unitario de Trabajadores, die Frente Popular und die CONAIE zu einem Generalstreik am 9. Oktober 2019 aufriefen.

### 5. Oktober 2019, Samstag

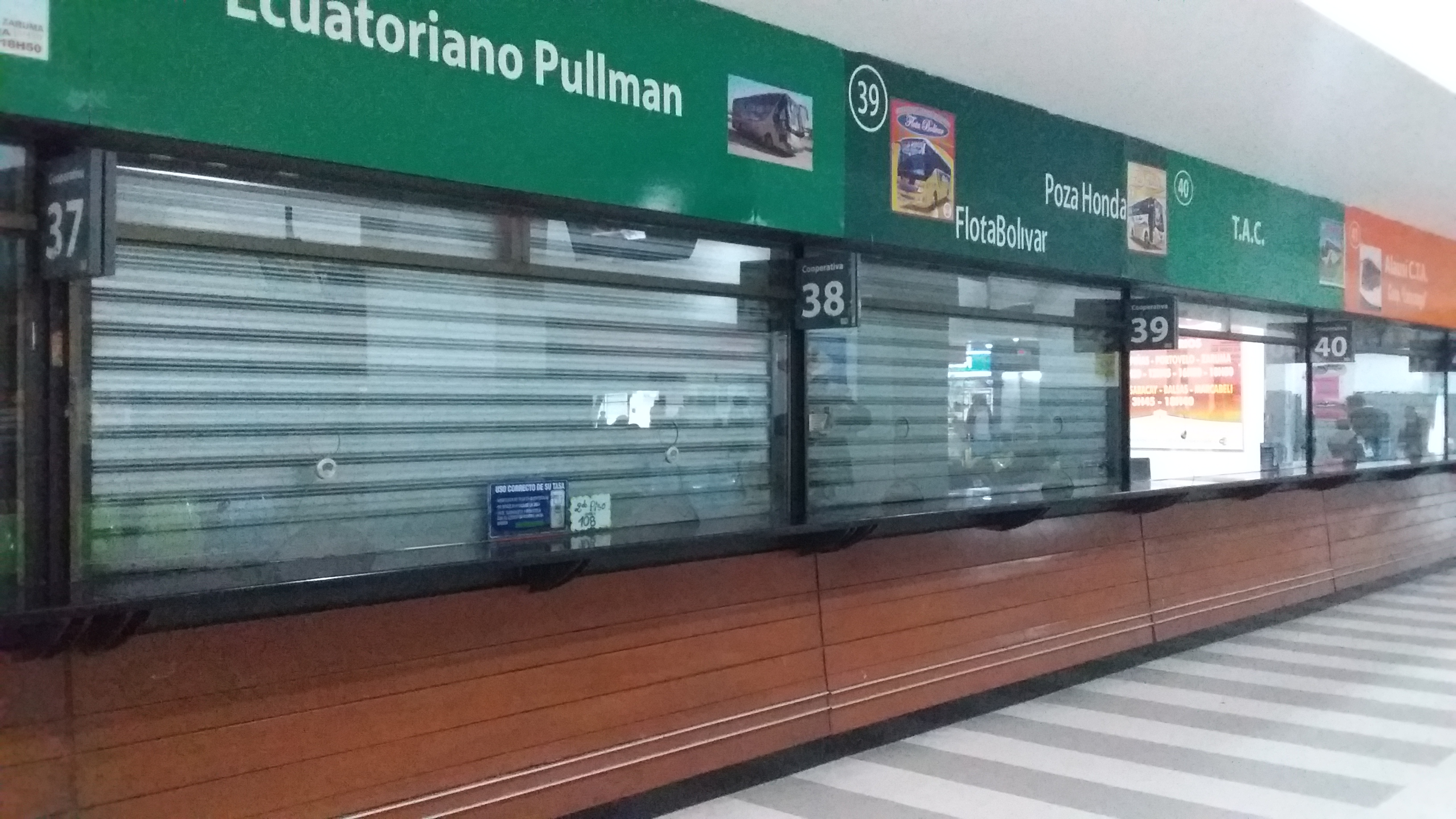
Geschlossene Ticketverkaufsstellen am Busbahnhof von Guayaquil wegen des Fehlens von interprovinziellen Bussen wegen der Sperrung von Straßen

In den Städten und beim Überlandverkehr kam es zu Störungen durch Protestierende.
In Riobamba blieben die Geschäfte auf den Märkten aus Furcht vor Plünderungen geschlossen, im Verlauf des Tages fanden Versammlungen statt, vor Regierungsgebäuden war Polizei aufgezogen. In der Provinz Cotopaxi kündigte die Movimiento Indígena y Campesino de Cotopaxi (MICC) eine unbefristete Sperrung von Straßen an. Ein Vorgehen das schon in den Provinzen Cañar, Azuay und Loja an drei Provinzverbindungsstraßen des ecuadorianischen Austro beobachtet werden konnte. Der Cerro Pilishurco de Tungurahua war von Indigenen besetzt, weshalb die dortige UKW Relaisstation für Ambato außer Betrieb war.
Nachdem die Taxikooperativen am Vortag ihren Ausstand beendet hatten, beschied die Agencia Nacional de Tránsito (ANT) eine Höchstgrenze von 32 % für die Erhöhung der Tarife für inner- und zwischenprovinizielle Personenbeförderungsleistungen.
Am Abend verfügte der Confederación de Nacionalidades Indígenas del Ecuador (CONAIE) einen Ausnahmezustand für das indigene Territorium und kündigte die Festsetzung des Personals der staatlichen Organe an, um sie einem Baño de ortiga (indigenes an den Pranger stellen) zu unterwerfen. Solche Selbstjustiz fand bereits im Ort Alausí statt, wo bis zur Ankunft des Gouverneurs 47 Soldaten festgehalten wurden.

### 6. Oktober 2019, Sonntag
Die Stadtverwaltung von Quito setzte den Fahrrad-Sonntag aus, um Mobilität und Verkehrssicherheit in der Stadt zu gewährleisten. Am Morgen wurde die Vía Colectora Riobamba-Ambato-Quito für den Fahrzeugverkehr freigegeben. Als sich Anhänger der indigenen Bewegung von Cotopaxi im Panzaleo-Sektor sammelten, wurde ein Polizeikontingent an den Ort geschickt wurde, um eine Blockade zu verhindern.
Am Kilometer 58 der Vía Colectora 582 Cuenca-Molleturo-Naranjal gegen Mittag, gab es den ersten Toten, Raúl Chilpe, der von einem Fahrer angefahren worden war, der versuchte, einer Straßensperre auszuweichen.
Während der Stadtbezirk von Guayaquil: Cynthia Viteri ankündigte, dass er von der Erhöhung des Preises des kantonalen Transports absehen wird, wollen andere Stadtbezirke die Bezinpreissteigerungen an die Fahrgäste weiterreichen. Anderen Bürgermeistern, wie Lucía Sosa in Esmeraldas lehnen sie eine solche Fahrpresisteigerung ab; Von einigen Transportunternehmern wird die Fahrpreiserhöhung bereits kassiert. Am Abend prangerten die Regierungsministerin María Paula Romo und der Verteidigungsminister Oswaldo Jarrín im landesweiten Fernsehen angebliche Falschmeldungen an.

### 7. Oktober 2019, Montag

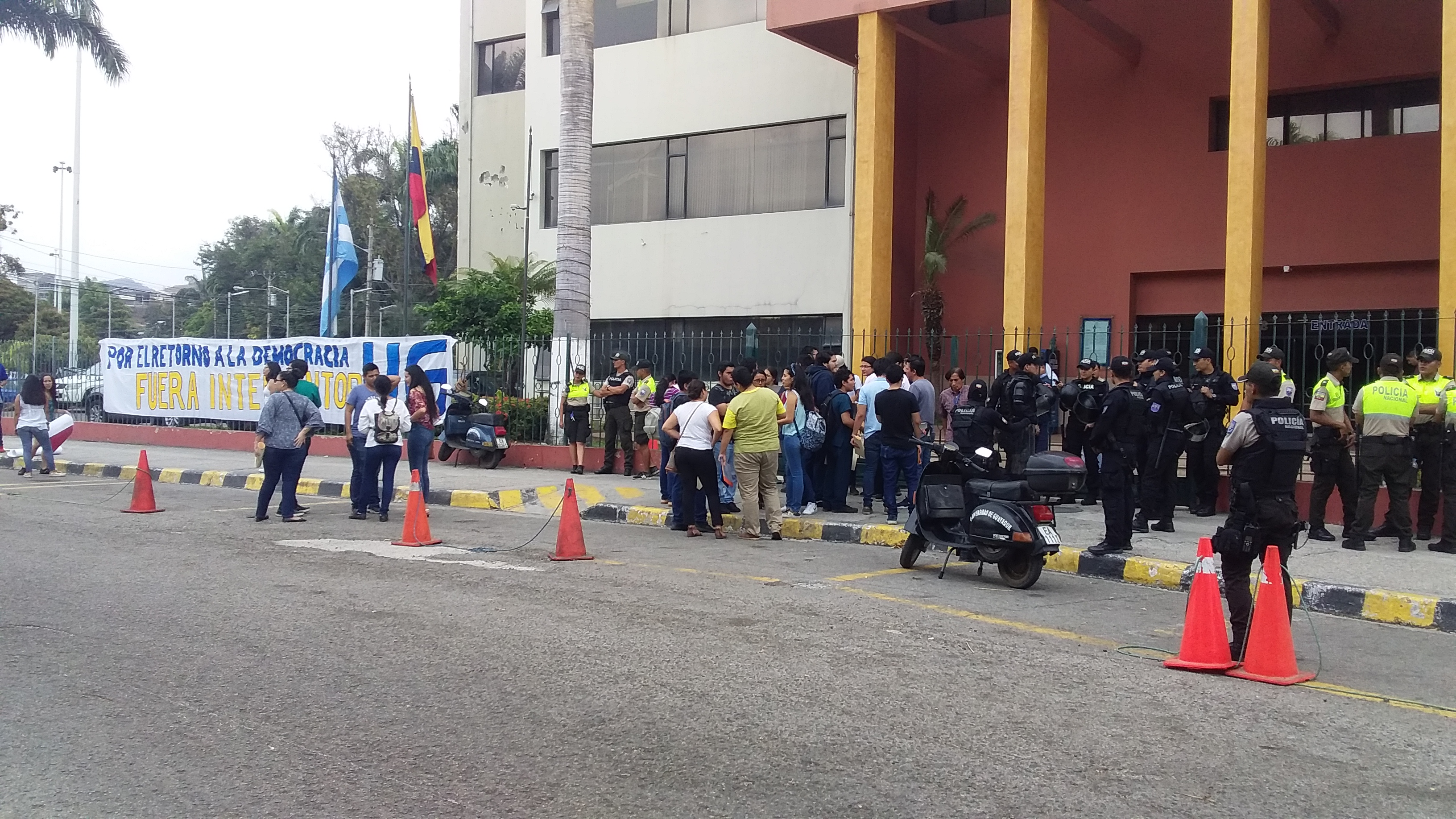
Mahnwache gegen die Amtsführung des Rektors Roberto Passailaigue der Universität von Guayaquil.

Die Regierung setzte den Lehrbetrieb in der Sierra Region (Interandina Region von Ecuador) mit Beginn des indigenen Protestes aus.
Während der Verkehr gestört blieb näherte sich eine Bewegte Versammlung Indigener Quito. Lenín Moreno forderte weiterhin einen Dialog mit indigenen Organisationen, lehnte aber die Rücknahme der wirtschaftspolitischen Maßnahmen ab, während die Frente Unitario de Trabajadores, die Frente Popular und die Confederación de Nacionalidades Indígenas del Ecuador (CONAIE) bekannt gaben, dass sie den Dialog akzeptieren werden, wenn diese wirtschaftspolitischen Maßnahmen zurückgenommen werden und gaben die Ankunft von 20.000 Indigenen in Quito bekannt.
In Guaranda wurde der Regierungssitz der Provinz Bolívar von Indigenen und Bauern der Federación de Organizaciones Campesinas de Bolívar besetzt, nachdem sich ihnen die Beamten aus den Büros des Ministeriums für Verkehr und öffentliche Arbeiten (MTOP), der Präfektur, des Bürgermeisteramts, des Bildungsministeriums, der Feuerwehr und anderer Einrichtungen ihnen angeschlossen hatten. In Quito überwanden die Indigenen die Militär- und Polizeiabsperrung und bewegten sich entlang der Maldonado Avenue im Süden zum Zentrum.
In Sucumbíos wurde der Parlamentsabgeordnete Yoffre Poma (Revolución Ciudadana), der Provinzpräfekt Amado Chávez und weitere sieben Personen verhaftet. Die Förderung eines Ölfeldes war für zwei Stunden und 20 Minuten unterbrochen.
Aufgrund der parlamentarischen Immunität von Poma wurden alle Verhafteten Quito verschubbt, wo Richter David Jacho, per Los mit der Durchführung des Ermittlungsverfahrens beauftragt worden war.
Der Generalstaatsanwalt wirft ihnen einen Tatbestand der Lähmung des öffentlichen Dienstes vor.
Das Erdölunternehmen Petroecuador erstatte bei der Staatsanwaltschaft von Sucumbios Anzeige wegen Sabotage sowie den Versuch strategische Aktivitäten des Unternehmens zu stoppen.
In der Provinz Cotopaxi und der Provinz Imbabura gab es Betriebsbesetzungen der dortigen Produktionsbetriebe für Milch (Parmalat), Papier, Joghurt und Blumen sowie von 18 Bauernhöfen in den Orten Lasso (Parroquia Tanicuchí) und Cotacachi.
Am Abend drangen Unbekannte in das Büro des Obersten Rechnungshofes ein und vernichteten Dokumente, der Amtsinhaber Pablo Celi, sieht die Täter nicht in den Reihen der indigenen Bewegung und sozialer Organisationen. Die Puente de la Unidad Nacional wurde durch Militär und Polizeikräfte abgesichert. Der Präsident Moreno verlegte seinen Amtssitz von Quito nach Guayaquil und kündigte im landesweiten Fernsehen an, sein Regierungskabinett nach kommen zu lassen.

### 8. Oktober 2019, Dienstag

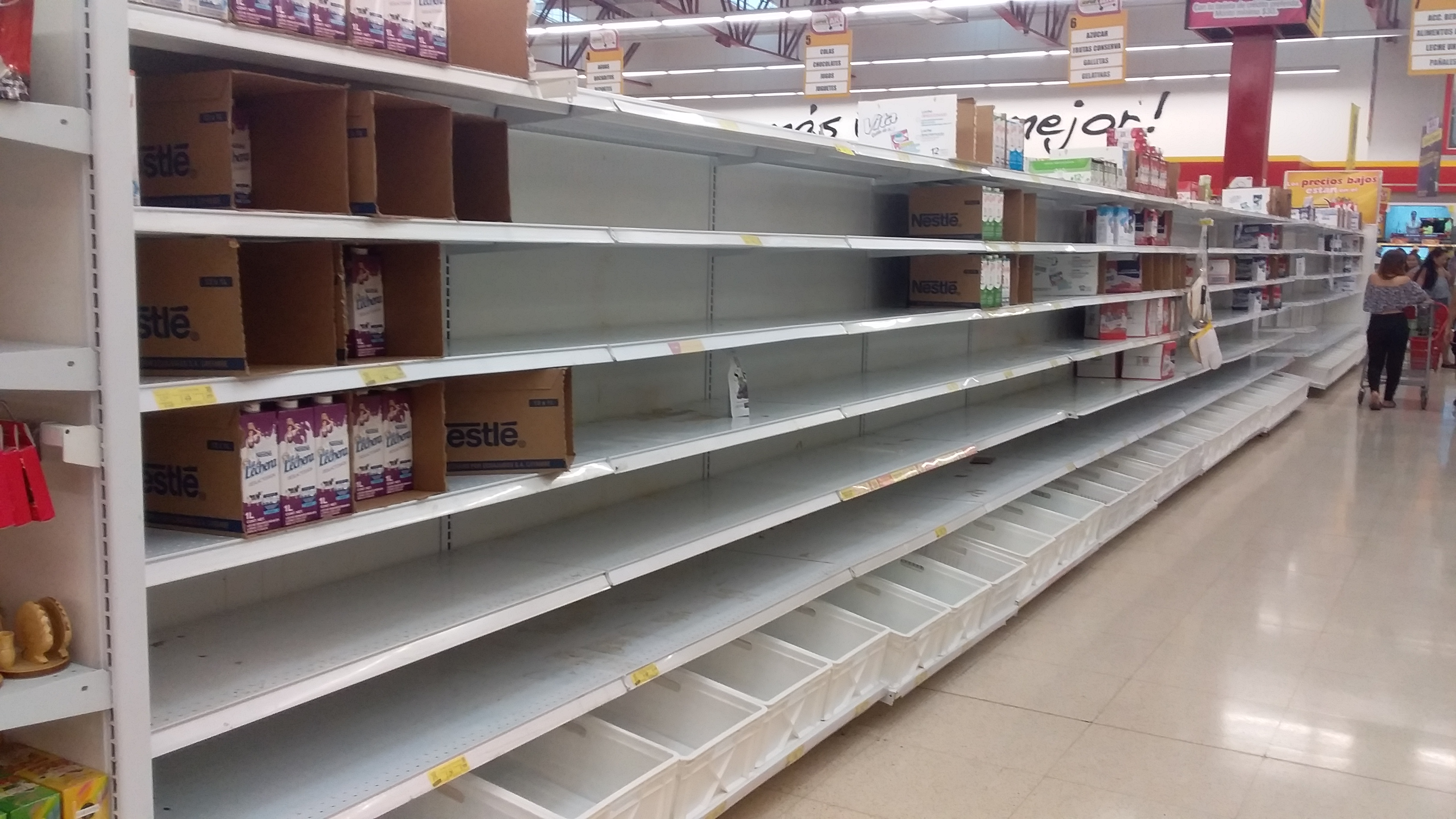
Die Blockaden führten zu leeren Regalen in den Supermärkten im Norden von Guayaquil.

Auch heute war der Unterricht landesweit von der Regierung ausgesetzt. In Quito haben die Indigenen im Arbolito-Park gefrühstückt, später suchten die CONAIE und ihre Verbündeten Abstand von den Anhängern von Rafael Correa.
Mittags war kurzzeitig das Parlament von Indigenen besetzt.
Während sich die Gegner des Ausstandes auf der Avenida de los Shyris versammelten.
In Riobamba (Provinz Chimborazo), Puyo (Provinz Pastaza), Macas (Provinz Morona Santiago) in und Tena (Provinz Napo) in wurden die Verwaltungsgebäude der jeweiligen Provinzgouverneure besetzt.
In Portoviejo Hauptstadt der Provinz Manabí gab es weiterhin keinen Taxi- noch städtischen Busverkehr da Teil des überregionalen Verkehrs von den Blockaden ist. Es waren die Hauptstraßen blockiert und der Busbahnhof der Hauptstadt geschlossen.
In einer landesweiten Fernsehübertragung berichtete Pablo Celi, dass sich Regierungsfunktionäre in Guayaquil wechselseitig der Rücken gestärkt hätten.
In Quito vertrieb die Polizei am Abend indigene Demonstrantenden aus dem El Arbolito Park, weshalb sie ihr Nachtlager auf dem Campus der Universidad Politécnica Salesiana sowie der Pontificia Universidad Católica del Ecuador aufschlugen.
Die Blockaden führten zu Engpässen bei der Versorgung von Einkaufszentren was teilweise zu einem Preisanstieg führte.

### 9. Oktober 2019, Mittwoch

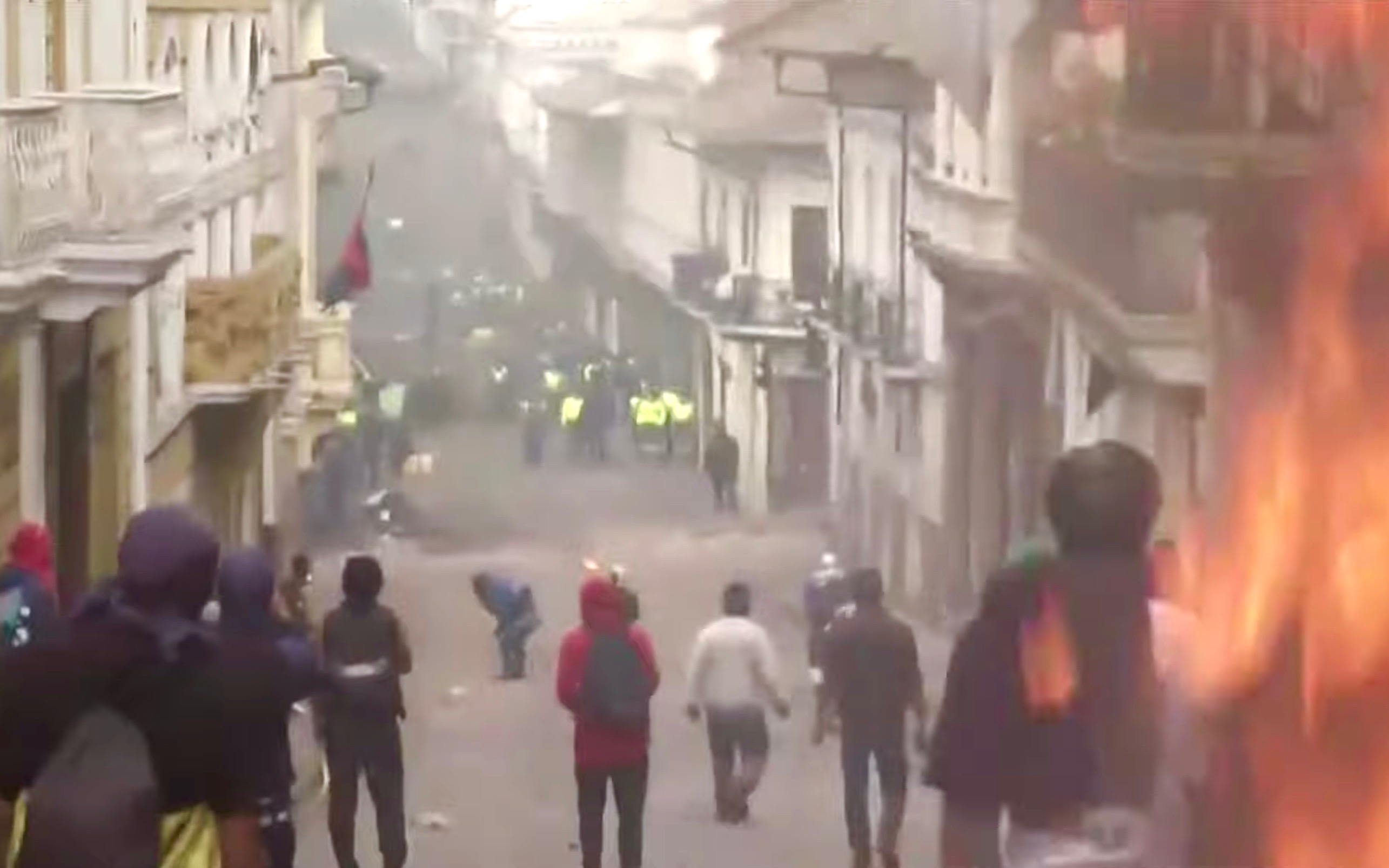
Altstadt von Quito 9. Oktober 2019 während des landesweit ausgerufenen Generalstreiks.

An dem Tag, an dem 199 Jahre Unabhängigkeit von Guayaquil begangen wurden, wurden Aktivitäten, die aus diesem Grund geplant waren, ausgesetzt. Am Vortag kündigten Jaime Nebot und Cynthia Viteri die Organisation des „Marcha por la Paz“ gegen die Mobilisierungen an. Dieser Gegenmarsch begann in den frühen Nachmittagsstunden im Parque Centenario (Guayaquil).
Die Frente Unitario de Trabajadores und die Frente Popular hatten ihrerseits vor, im Rahmen des von diesen Organisationen geplanten landesweiten Generalstreiks an derselben Stelle eine bewegte Versammlung abzuhalten, diese wurde aufgelöst und später versuchten sich Gruppen der Paquetazogegner auf der Avenida Nueve de Octubre zu versammeln.
In Quito wurde die Versammlung der Paquetazogegner fortgesetzt, die Altstadt von Quito war von Polizeikräften abgeriegelt. Mindestens ein Polizist wurde durch den Einschlag eines Molotowcocktails verletzt, das Verbrennungen zwischen der zweiten und dritten Grades verursachte, während Protestierende an der Kreuzung der Straßen Guayaquil und Sucre zuliefen. In der Nacht griff die Polizei die Nachtlager der Paqutazogegner im Parque El Arbolito den Campus der Pontificia Universidad Católica del Ecuador und Pontificia Universidad Católica del Ecuador mit Tränengas an. CONAIEI berichtete von Toten für welche sie Moreno, die Regierungsministerin María Paula Romo und den Verteidigungsminister Oswaldo Jarrín verantwortlich machte. Bei einer Pressekonferenz bat Regierungsministerin Romo um öffentliche Entschuldigung und versprach, dass dies nicht noch einmal passieren würde.
In Cañar wurde von den Paquetazogegnern das sechste Provinzregierungsgebäude besetzt.

### 10. Oktober 2019, Donnerstag

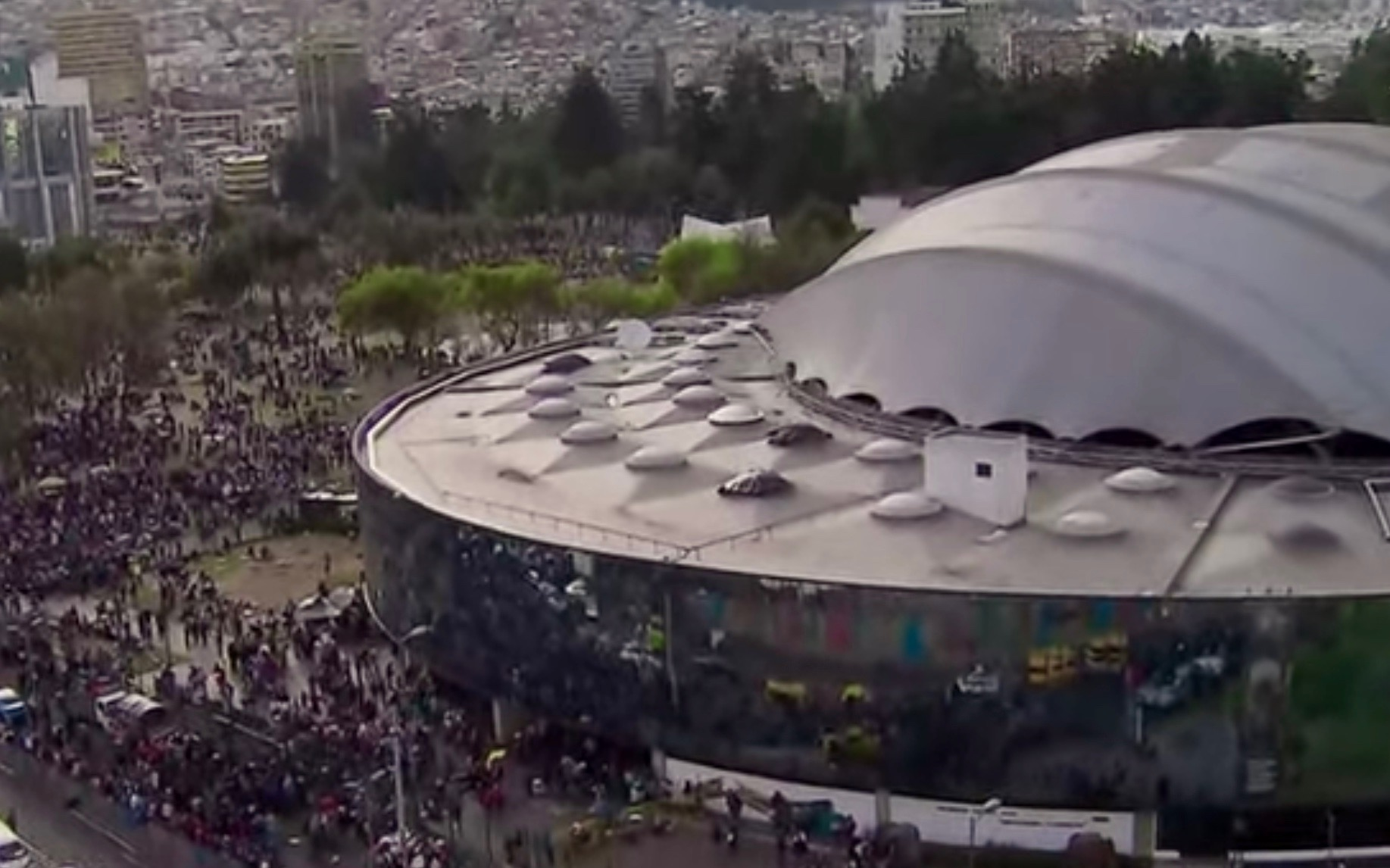
Casa de la Cultura Ecuatoriana en Quito während der Besetzung.

Auf der Agora des Casa de la Cultura Ecuatoriana in Quito hatten Indigene acht Polizisten zum Bleiben genötigt und forderten die Ältesten auf, sich an den Polizeikommandanten zu wenden, um zu fordern, dass die Repressionsmaßnahmen eingestellt würden und das Dekret 883 (Paquetazo) aufzuheben.
Der Vorsitzende von CONAIE, Jaime Froilan Vargas Vargas, verlangte die Übergabe drei bei den Auseinandersetzungen verstorbenen Indigenas, die sich im Hospital Eugenio Espejo befanden.
Für diese verstorbene Demonstranten wie den indigenen Führer der Provinz Cotopaxi, Inocencio Tucumbi, fanden am selben Ort Trauerzeremonien statt.
Vorort befanden sich 31 Journalisten, die laut CONAIE „(…) nicht entführt wurden, um mit den Menschen das Recht auf Information (…) zu gewährleisten“, dies während die Agora aus Sicherheitsgründen geschlossen war.
Beim Verlassen des Casa de la Cultura Ecuatoriana traf der Taxifahrer José Manuel Guacho Anilema den Teleamazonas-Journalisten Freddy Paredes mit einem Stein am Hinterkopf.
In Ambato wurde das Gebäude der Regierung der Provinz Tungurahua von Gegnern des Paquetazos besetzt. In Cuenca organisierte der Provinzpräfekt Yaku Pérez Guartambel eine Volksversammlung, während die Unidad Popular dieser Provinz behauptete ihr stellvertretender Parteivorsitzender, Sebastián Cevallos Vivar, würde von der Polizei gesucht.
Wie in Quito trauerte in der Nacht im Cantón Saraguro die dort lebende Ethnie um ihren verstorbenen Demonstranten.
Bei der Landung des Vizepräsidenten Otto Sonnenholzner auf dem Flughafen Quito wurden 16 Ausländer und ein Ecuadorianer festgenommen, welche sich nicht ausweisen konnten.

### 11. Oktober 2019, Freitag

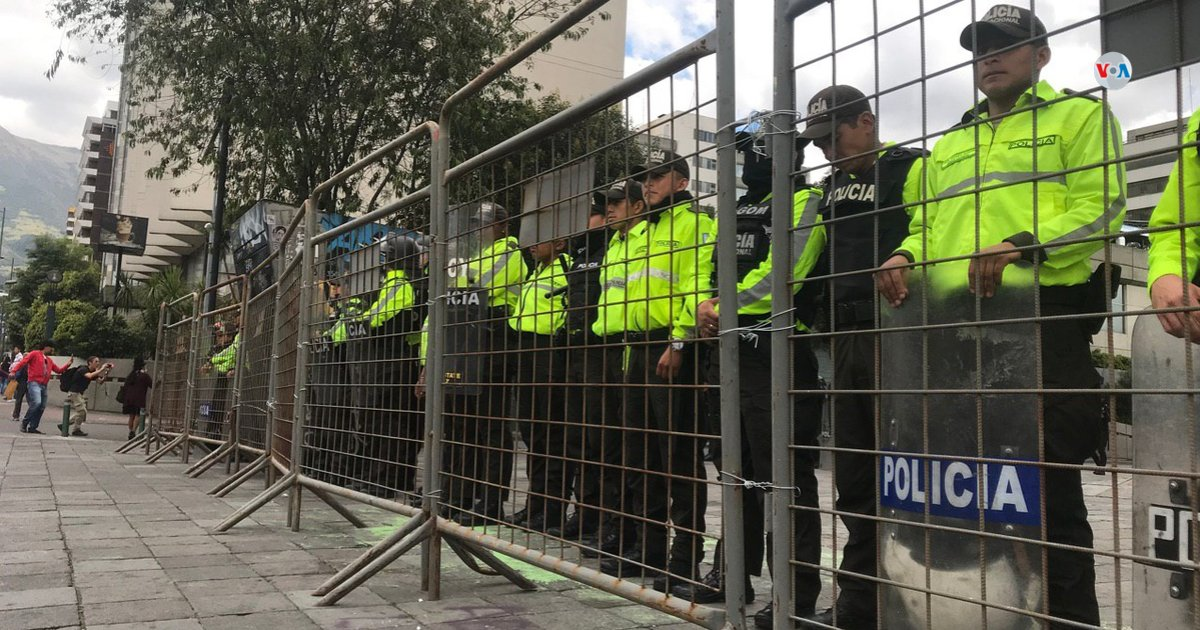
Polizeiabsperrung in Quito.

Der Verkehr auf der Puente de la Unidad Nacional normalisierte sich nach dem Ende Ausgangssperre und wurde für ausgesuchte interkantonalen und interprovinziellen Personenverkehrsgenossenschaften freigegeben, welche den Busbahnhof von Guayaquil andienten. In Quito überwachte das Innenministerium die Zonen um die von den Indigenas besetzten Campus der Universidad Politécnica Salesiana (Lage) sowie der Päpstlich Katholischen Universität von Ecuador, (Lage) die: Avenida Patria (Lage), Calle Madrid (Lage), Avenida 12 de Octubre (Lage), Avenida Gran Colombia (Lage), Calle Toledo (Lage) und Queseras de Medio (Lage).
Der Versuch einer Gruppe von Indigenas neben der bewegten Versammlung von CONAIE zur Altstadt von Quito, das Parlament zu erreichen wurde von berittener Polizei mit Tränengas vereitelt. Auch indigene Gruppen aus der Amazonasregion trafen in Quito ein.
In Guayaquil suchten Bürgermeister, darunter Quito, Jorge Yunda und Raúl Delgado, Bürgermeister von Paute und Präsident der Association of Municipalities (AME), mit Präsident Moreno, nach Wegen zum Eindämmen der Proteste.
Es wurde berichtet, dass Salvador Quishpe ein Dokument von CONAIE an die Vermittler der Vereinten Nationen übermittelte. Jaime Vargas der Vorsitzende von CONAIE hatte das Mandat für Verhandlungen mit der Regierung. Es wurde erklärt, dass sie den Dialog unter den Bedingungen der Überarbeitung oder Aufhebung des Dekrets 883 akzeptieren würde.

### 12. Oktober 2019, Samstag, Kolumbus-Tag
Zum Día de la resistencia indígena versammelte sich die Opposition zur Regierung.
In Guayas hatte am 9. Oktober der Gouverneur Pedro Pablo Duart Kaufleute, Restaurantbesitzer und Nachtclubs dazu aufgerufen, während des Dia de la Raza normal zu arbeiten, während in der gesamten Küstenregion die Normalisierung des Busverkehrs angekündigt wurde. Am Flughafen Quito fand normaler Flugbetrieb statt und selbst die Straßenanbindung der Ruta Viva und Ruta Collas wurden instand gesetzt.
In Quito griffen die Polizisten in den frühen Morgenstunden eine Versammlung in der Nähe des Parlaments mit Tränengas und Gummigeschossen an.
Am Nachmittag wurden Einrichtungen des Teleamazonas mit Molotowcocktails in Brand gesetzt.
Am Verlag der Zeitung El Comercio in Quito wurde Brandstiftung versucht.
In das Gebäude der Contraloría General de la República de Ecuador (Rechnungshofes) drangen Personen ein und verübten Sachbeschädigung.
Danach erließ Lenín Moreno ab 15:00 Uhr UTC−5 eine Ausgangssperre für Quito, während im Rest des Landes die Ausgangssperre unverändert blieb.
Zuvor hatte er angekündigt, das Dekret zur Abschaffung von Subventionen zu überprüfen, nachdem die CONAIE angekündigt hatte, dass sie den direkten Dialog akzeptieren würde, zu dem auch die Frente Unitario de Trabajadores und die Frente Popular  teilnähmen.
Der Nachmittagsflug zum Flughafen Quito wurde nach Guayaquil umgeleitet.
Die vorgezogene Ausgangssperre wurde von der Bevölkerung mit einer nächtlichen Cacerolazo beantwortet, das Casa de la Cultura Ecuatoriana war von indigenas Besetzt und von Sicherheitskräften umstellt.
In Guayaquil riefen die CONAIE, Frente Unitario de Trabajadores und die Frente Popular am Morgen und am Nachmittag zu Versammlungen in die Avenida Nueve de Octubre in den Parque Centenario und zum Platz der Iglesia San Francisco (Lage) auf, wohin auch die Sicherheitskräfte massiert wurden.
Im Parque Centenario (Lage) formierte sich eine Versammlung, welche sich in Richtung der entwichenen Regierung im Gebäude der Gobierno Zonal de Guayaquil in der Avenida Francisco de Orellana (Lage) bewegte. Moreno entwich daraufhin in das Katastrophenschutzzentrum ECU 911 in La Puntilla (Samborondón) (Lage) und hielt dort eine Fernsehansprache.

### 13. Oktober 2019, Sonntag
Moreno hatte die Ausgangssperre für Quito unbefristet verfügt. Am Nachmittag hob er sie auf, nicht zuletzt damit das Treffen CONAIE Regierung in Quito stattfinden konnte.
Am Vormittag traf sich Vizepräsident Otto Sonnenholzner im Katastrophenschutzzentrum ECU 911 in La Puntilla (Samborondón) (Lage) mit etwa 10 sozialen Organisationen, darunter dem Confederación Intercultural de Pueblos y Nacionalidades (Amaru) und der Asociación de Negros.
Am Abend fand das Treffen CONAIE Regierung in Quito statt, bei dem die Aufhebung des Dekrets 883 vereinbart wurde. Die Aufhebung des Dekrets 883 trat am morgen des 15. Oktober 2019 in Kraft.
In derselben Nacht riefen die indigenen Führer zum Frieden auf den Straßen auf und ließen die Straßen passierbar machen.

## Reaktionen

### In Ecuador

#### Staatliche Institutionen
- Defensoría del Pueblo: Verurteilt Polizeigewalt und weist auf die mutmaßliche Existenz von Häftlingen außerhalb der Unidades de Delitos Flagrantes (Gebäude der Staatsanwaltschaft zur Gesetzesdurchsetzung bei zeitnahen Rechtsübertretungen) hin.[152]
- Fiscalía General del Estado (Generalstaatsanwaltschaft): Sie informierte die Öffentlichkeit über die Einstufung der Lähmung des öffentlichen Dienstes als Straftat.[153]
- Consejo de Participación Ciudadana y Control Social: In einer Erklärung fordert sie die Regierung auf, die ergriffenen Maßnahmen zu überprüfen und die Achtung der Rechte und der Meinungsfreiheit zu wahren. Schließlich bietet er sich als Vermittler zwischen den gegnerischen Parteien an.[154]
- Concejo Cantonal de Cuenca: 10 der 15 Stadträte lehnten die wirtschaftliche Maßnahmen ab, lehnten Vandalismus und Gewalt ab und forderten die Freilassung von Inhaftierten.[155]

#### Nichtstaatliche Institutionen
- Comisión Ecuménica de Derechos Humanos: Ablehnung übermäßiger Gewaltanwendung durch die Polizei gegen Demonstranten und Aufforderung an Maria Paula Romo (Regierungsministerin, zuständig für Prozessordnung), die Einsätze zu untersuchen.[152]8
- Cruz Roja Ecuatoriana: Weist Gewaltakte an Personal und Einsatzfahrzeugen des Cruz Roja Ecuatoriana zurück.[156]
- Conferencia Episcopal Ecuatoriana: Sie ruft zum Dialog zwischen Unternehmern, Politikern und Gremien auf.[157]

#### Personen
- Jaime Nebot ehemaliger Bürgermeister von Guayaquil: Er kritisiert die Maßnahmen und bezeichnete den Internationalen Währungsfonds (IWF) als „Inkassobüro“.

- - Er zeigt drei zueinander inkonsistente Konzepte zum Generieren der Gestehungskosten für Kraftstoffe auf:
    - Kompensationswirtschaft bei der Steuern und Zölle Subventionen ermöglichen.
    - Transparente Wirtschaft bei der sich der Preis nach dem Aufwand ermittelt (fórmula de Petroecuador)
    - Kraftstoffe zu einem Marktpreis. Wenn Sie die Treibstoffzuschüsse streichen, müssen Sie auch Zölle, Mehrwertsteuer und Kapitalabflusssteuer streichen.[158]
- Guillermo Lasso: Lehnt Gewalttaten ab, ruft zum Dialog auf, begrüßt die Abkehr vom Ausstand der Taxikooperativen und lädt CONAIE und Unidad Popular diesem Beispiel zu folgen ein.[159][160]

### International

#### Regierungen
- Vereinigte Staaten: Michael Kozak, Unterstaatssekretär für Angelegenheiten der westlichen Hemisphäre, sagte: „Die Vereinigten Staaten verfolgen aufmerksam die jüngsten Ereignisse im Land und lehnen Gewalt als Form des politischen Protests ab. Sie erkennen die Schwierigkeiten der Entscheidungen der ecuadorianischen Regierung und der Forderung nach Stabilität, Verteidigung der Demokratie und Sicherheit.“[161]
  - Der Außenminister der Vereinigten Staaten Mike Pompeo drückte seine Unterstützung für die ecuadorianische Regierung von Moreno in seinen Bemühungen aus, demokratische Praktiken zu institutionalisieren und notwendige Wirtschaftsreformen durchzuführen „Während sichergestellt wird, dass die Vereinigten Staaten weiterhin mit dem ecuadorianischen Präsidenten zusammenarbeiten, um Demokratie, Wohlstand und Sicherheit zu fördern, sind sie sich auch der Beteiligung von externen Akteuren (Chavismo) bewusst und wachsam.“[162]
- Kanada: Die kanadische Botschafterin in Ecuador, Sylvie Bédard, unterstützte anlässlich eines ersten Treffen mit dem ecuadorianischen Außenminister José Valencia Amores die etablierte demokratische Ordnung und rief zum Dialog auf, lehnte jeden Versuch der Destabilisierung oder der zivilen Gewalt ab.[163]
- Mexiko: Die mexikanische Regierung drückt in einer offiziellen Erklärung „ihre Besorgnis über die Entwicklung der schwerwiegenden Ereignisse in Ecuador aus und fordert die Achtung der Rechtsstaatlichkeit und der Menschenrechte“ und verurteilt nichtautorisierte Gewalt und exzessiv ausgeübte Repression, forderte schließlich Dialog und friedliche Beilegung des Konflikts in Solidarität mit dem ecuadorianischen Volk.[164]
- Venezuela:
  - Nicolás Maduro behauptete auf Twitter seine Solidarität mit den Protestierenden, nahm scherzhaft die Anschuldigungen von Moreno auf, er wäre an der Destabilisierung von dessen Regierung beteiligt und beschuldigte den Internationalen Währungsfonds.[165][166]
  - Juan Guaidó schätzte auf Twitter die Regierung von Moreno als „für die Aufrechterhaltung und Stärkung der Republik und der Institutionen Ecuadors“ und schrieb die Proteste einer „von den Komplizen Maduros finanzierten Gruppe“ zu, die „die Stabilität des Landes beenden will“.[167]
- Spanien: Das Ministerio de Asuntos Exteriores, Unión Europea y Cooperación bringt seine Besorgnis zum Ausdruck und schätzt den Ruf zum Dialog.[168]
- Peru: Martín Vizcarra drückte seine Unterstützung für den Präsidenten Lenín Moreno aus und nannte die Demonstrationen „einen Versuch der Destabilisierung“.[30]
- Chile: Sebastián Piñera drückt auf Twitter seine volle Unterstützung für Präsident Moreno aus.[169]
- Argentinien Brasilien Kolumbien Guatemala Paraguay Peru In einer, von Kolumbien initiierten, gemeinsamen Erklärung drückten sie ihre Ablehnung von Gewalt im Land aus, riefen zum Dialog auf, um Vereinbarungen zu generieren und unterstützten die von Lenín Moreno zur wirtschaftlichen Stabilisierung ergriffenen Maßnahmen.[170][171]
- El Salvador: Auf Twitter gab Präsident Nayib Bukele bekannt, dass er zu den Nachrichten, die vom kolumbianischen Außenministerium verbreitet wurden, keine Erklärung zu Ecuador abgegeben habe, dass es solche gäbe, worauf das kolumbianische Außenministerium ankündigte, dass die Liste der Länder, die als Unterzeichner des Dokuments herausgegeben wurden, ursprünglich El Salvador enthielt, später aber korrigiert wurde.[172]

#### Supranationale Organisationen
- Hoher Vertreter der Europäischen Union für Außen- und Sicherheitspolitik: Ihre Würdenträgerin Federica Mongherini forderte „alle Akteure zur Mäßigung auf, wobei zu bedenken ist, dass soziale Proteste innerhalb des Gesetzes legitim sind, aber respektvoll und legitim bleiben müssen“ unter Anerkennung des Willens und der Bemühungen der katholischen Kirche (ecuadorianische Bischofskonferenz) und der Vereinten Nationen, sich auf einen entsprechenden Dialog zu einigen.
- Interamerikanische Kommission für Menschenrechte: zeigt sich «besorgt über den übermäßigen Einsatz von Gewalt durch die Polizei in Ecuador, wie Bilder der Unterdrückung sozialer Proteste belegen"».[152]
- Hoher Kommissar der Vereinten Nationen für Menschenrechte: Bringt seine Besorgnis über die Gewaltakte zum Ausdruck, indem es der Polizei die Verpflichtung auferlegt, gewalttätige Elemente in den Protesten zu identifizieren und sie zu isolieren. Sie erklärt außerdem, dass die Behörden das Recht auf Demonstration mit Gewalt nach den Grundsätzen der Rechtmäßigkeit, der Notwendigkeit, der Verhältnismäßigkeit und der Verantwortung gewährleisten müssen.[173]
- Internationaler Währungsfonds: Unterstüt die durchgeführten Maßnahmen und kündigt die Fortsetzung der Zusammenarbeit mit der Regierung an.[174]
- Organisation Amerikanischer Staaten: Sie verurteilte Gewaltakte, einschließlich des Einbhalten von Angehörigen der Staatsgewalt, forderte den Dialog und den Respekt für Präsident Moreno und lehnte jeden Staatsstreich ab.[175]

#### Weitere
- Amnesty international: Er erklärte, dass Präsident Moreno die Achtung der Menschenrechte der Demonstranten garantieren müsse und lehnte die Entscheidung ab, die Streitkräfte Ecuadors einzusetzen.[176]
- Partido Comunista Mexicano: Unterstützung für Mobilisierungen gegen wirtschaftliche Maßnahmen.[177]
- Partido Comunista de España (marxista-leninista) (contemporáneo): Unterstützung der Mobilisierungen und Grüße an die Revolutionäre Jugend (JRE)[178]
- Nuevo Perú: Solidarität mit der Mobilisierung und Verurteilung von Polizeigewalt und Forderung nach einer Erklärung des peruanischen Außenministeriums.[179]
- Organización Nacional Indígena de Colombia:Sie drückte seine Solidarität mit den Indigenas und Volksgruppen Ecuadors aus.[180]
- Unidad Popular por el Socialismo (Brasil): Unterstützung für Mobilisierungen und Grüße an Partido Comunista Marxista Leninista del Ecuador (PCMLE), an deren Jugendorganisation JRE, an die  CONAIE sowie die Unidad Popular.[181]
- Fuerza Alternativa Revolucionaria del Común Sie sprach sich für Mobilisierungen gegen wirtschaftliche Maßnahmen aus.[182]
- Madres de Plaza de Mayo: Sie bekunden ihre Solidarität mit den Demonstranten, lehnen die Unterdrückung ab und widmen ihren Marsch dem ecuadorianischen Volk.[183]

## Konjunktur der Zustimmung zur Politik von Moreno
Das mexikanische Beratungsunternehmen Consulta Mitofsky hat im September 2019 die Zustimmung zur Amtsführung des Präsidenten Moreno mit 19 % ermittelt. Das Befragungsinstitut Click Report ermittelte im Juli 2019 eine Zustimmung für die Amtsführung des Präsidenten Moreno mit 15,94 %. Das Umfrageinstitut Perfiles de Opinión ermittelte im April 2019 24,18 % Zustimmung zur Politik von Lenín Moreno.
Das Befragungsinstitut Cedatos stellte die Zustimmung des Präsidenten im September 2019 auf 19,8 Prozent cuando en agosto de 2017 llegó a alcanzar el 77 por ciento.
Ecuador arrests prefect after Moreno cancels austerity plan